# راجر هموند (بازیگر)
راجر هموند (به انگلیسی: Roger Hammond) (زاده ۲۱ مارس ۱۹۳۶-درگذشته ۸ نوامبر ۲۰۱۲) بازیگر انگلیسی بود.
از فیلم‌های معروف او می‌توان به بازی در یک زن خوب و سرباز خوب اشاره کرد.